# Camptonotus jamaicensis
Camptonotus jamaicensis is een rechtvleugelig insect uit de familie Gryllacrididae. De wetenschappelijke naam van deze soort is voor het eerst geldig gepubliceerd in 1888 door Brunner von Wattenwyl.
1. ↑  (en) Camptonotus jamaicensis op de IUCN Red List of Threatened Species.